# Penzlin
Penzlin (umgangssprachlich auch: Punschendörp) ist eine Stadt im Landkreis Mecklenburgische Seenplatte in Mecklenburg-Vorpommern (Deutschland). Die Stadt ist Sitz der Verwaltung des Amtes Penzliner Land, dem drei weitere Gemeinden angehören. Der Ort bei Neubrandenburg ist ein Grundzentrum.

## Geografie

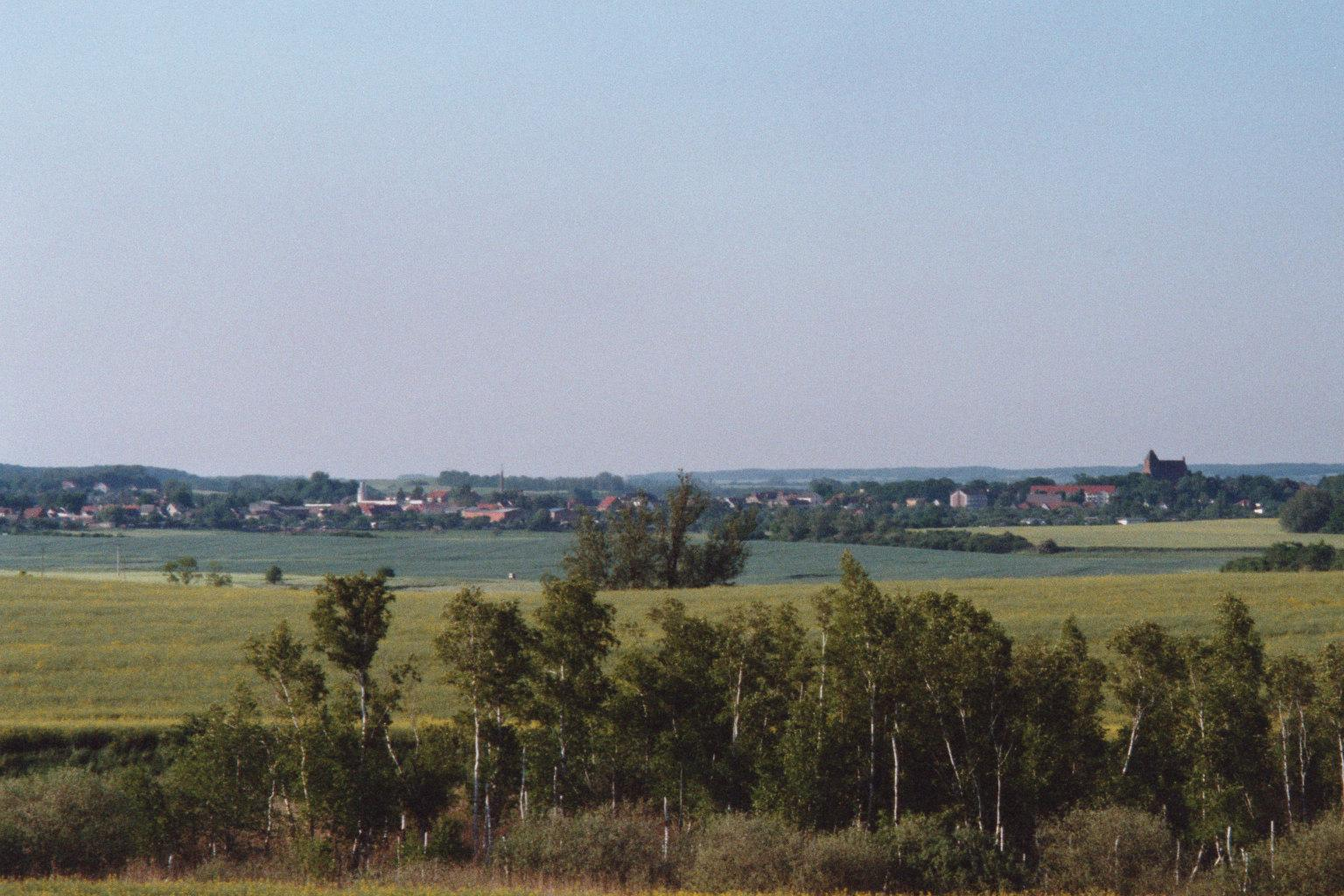
Panorama von Penzlin (Blick nach Norden)

### Geografische Lage
Die Stadt liegt am östlichen Rand des Müritz-Nationalparkes, 28 Kilometer östlich von Waren (Müritz) und 110 Kilometer nördlich von Berlin. Der Große und der Kleine Stadtsee im Südosten Penzlins sind Teil einer Kette kleiner Seen in einer Nord-Süd ausgerichteten glazialen Rinne. Sie entstanden im Zuge des Pommerschen Stadiums der Weichselkaltzeit.

### Stadtgliederung

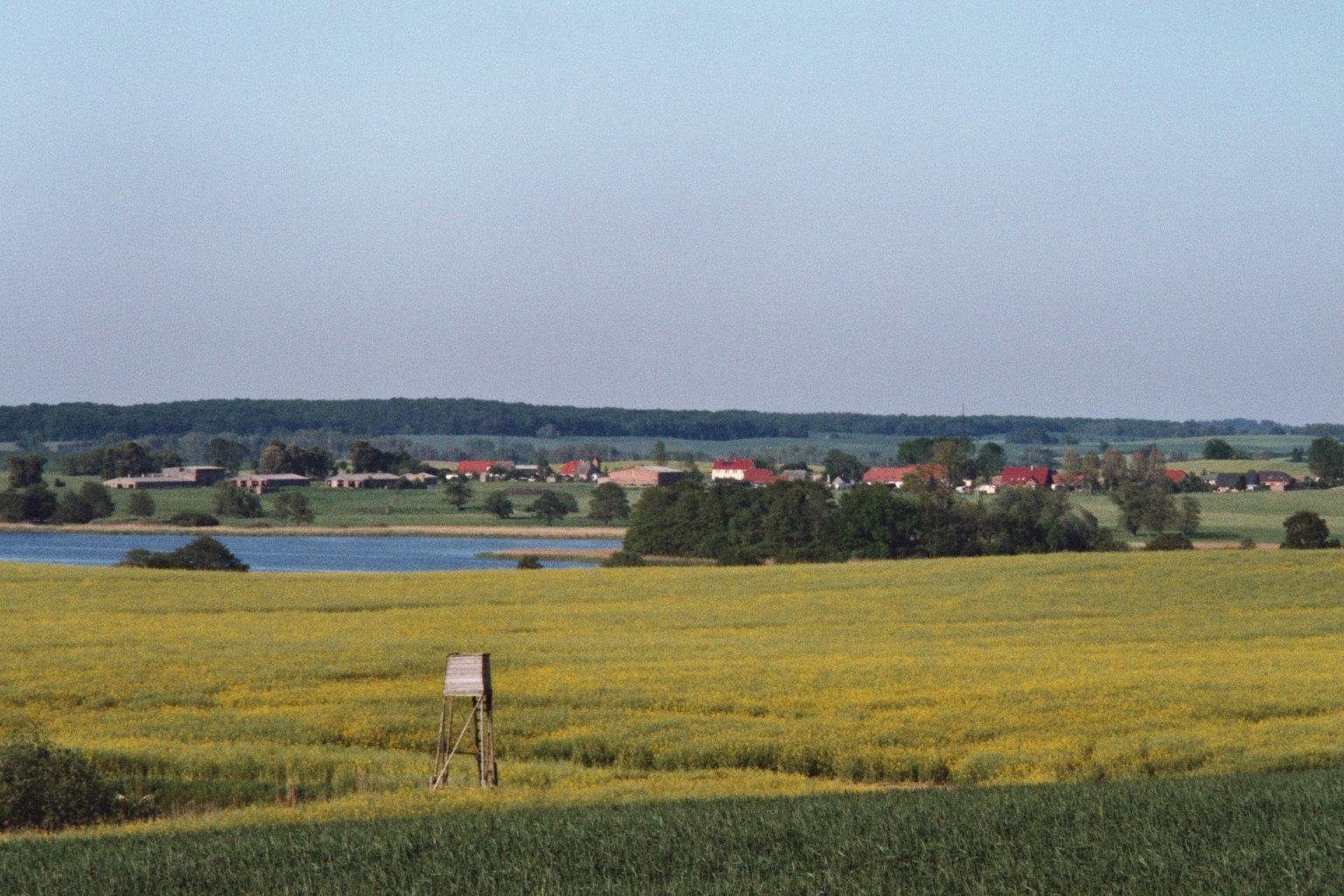
Ortsteil Werder (im Vordergrund der Große Penzliner Stadtsee)

Zur Stadt Penzlin gehören folgende Ortsteile:
| - Penzlin - Alt Rehse - Ave - Carlstein | - Groß Flotow - Groß Lukow - Groß Vielen - Klein Lukow | - Lübkow - Mallin - Marihn - Mollenstorf | - Neuhof - Passentin - Siehdichum - Werder | - Wustrow - Zahren |

## Geschichte

### Name und Slawenzeit
Penzlin ging aus einer slawischen Siedlung hervor. Am Penzliner Stadtsee befindet sich eine slawische Wehranlage aus dem 10. bis 13. Jahrhundert. Sie wird auch als Englischer Garten bezeichnet. Eine Landwehrgrenzanlage namens Eiserne Pforte (Isern Purt) zwischen den Slawen und den deutschen Siedlern befand sich zu dieser Zeit südlich des Stadtsees. Die Eiserne Pforte zieht sich vom Penzliner Zipfel am Wedensee, mit Wasserhindernissen und Gräben, bis ins Zippelower Bachtal.
Der Ort wurde zuerst um 1170 mit dem altpolabischen Personennamen Parcelin erwähnt in der (verfälschten) Bestätigungsurkunde des Klosters Broda. Im 13. Jahrhundert hieß er zunächst Pancilin, dann Pentzelyn und 1263 schließlich Pentzelin.

### Mittelalter

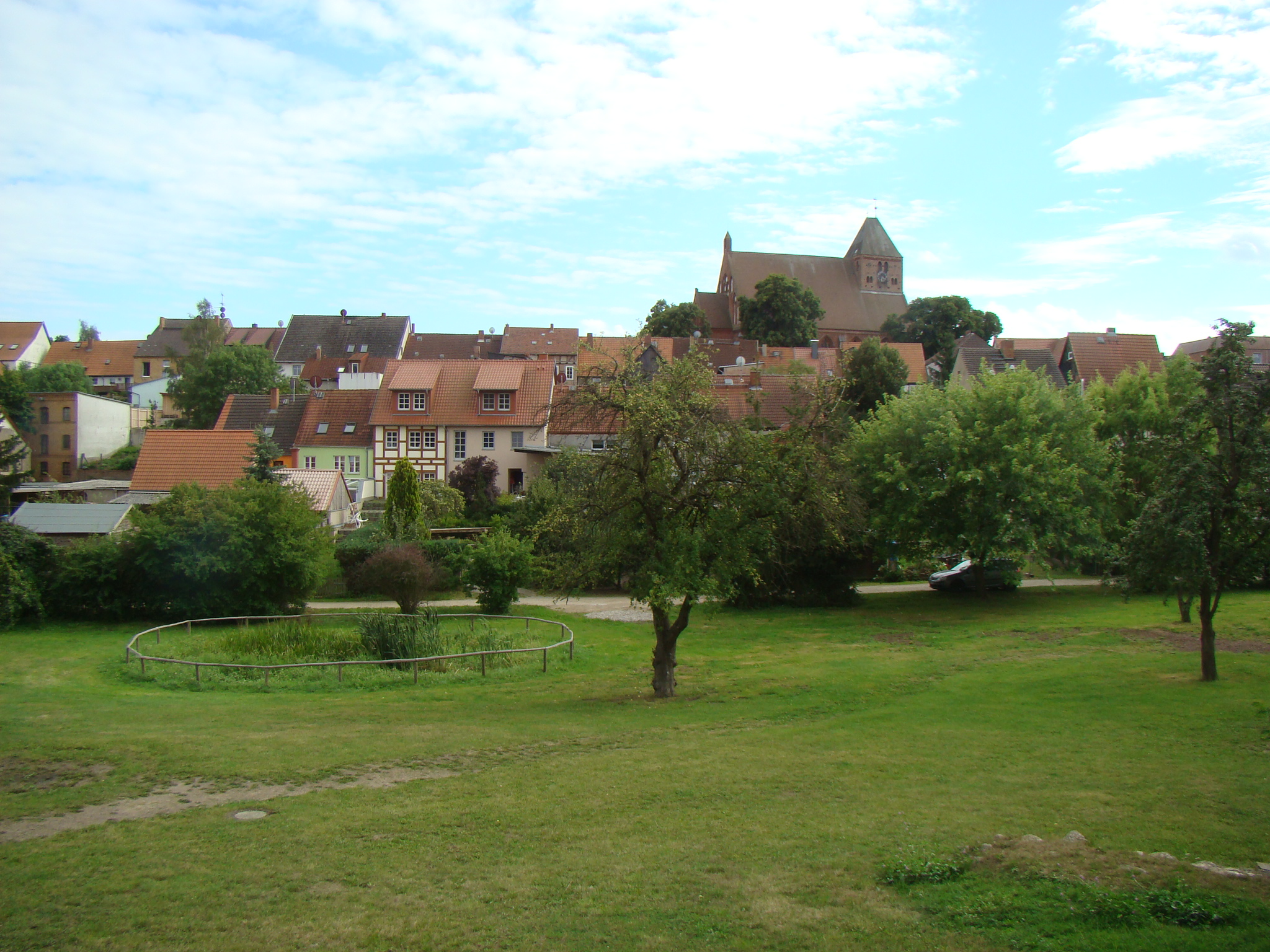
Historische Stadtmitte (Blick von der Burg Penzlin)

Der deutschrechtliche Ort muss vor 1226 gegründet worden sein. 1263 bestätigt Fürst Nikolaus I. von Werle den „cives“ von Penzlin die Privilegien, die sein Vater Heinrich Borwin II. ihnen gegeben hatte. Seit 1263 ist Penzlin Stadt, bewidmet mit Schweriner Recht. In dieser Zeit wurde die Alte Burg gebaut. Spätestens seit 1274 war Penzlin Sitz eines landesherrlichen Vogtes.
1291 wurde Heinrich I. von Werle von seinen Söhnen ermordet, und einer der beiden (Heinrich II.) verschanzte sich in Penzlin bis 1300. Seit 1316 gehörte der Ort zur Herrschaft Werle-Güstrow. Um 1350 war Klaus von Plasten Pfandinhaber der Stadt, 1378 folgte der Landeshauptmann Wedege von Plote. Dieser teilte die Herrschaft ab 1397 mit der Familie von Voss. Danach verpfändeten die Fürsten die Stadt 1414 an die Herren von Maltzan.
Im 14. Jahrhundert wurde die gotische Backsteinkirche St. Nikolai gebaut. Waren die Bürger der Stadt und die Bewohner des Landes Penzlin bis 1436 im Wesentlichen den Herren von Werle untertan (Werle fiel 1436 an Mecklenburg), begann ab 1414 die mit wenigen Unterbrechungen über 500 Jahre währende Ansässigkeit des Rittergeschlechtes von Maltzan auf der Burg Penzlin. Offiziell wurde Penzlin am 16/18. Juli 1501 unter Bernd von Maltzan Familienlehen. Seit 1777 wurden die Rechte als Stadtherren stark eingeschränkt, und Penzlin war Landstadt in Mecklenburg und als solche eine der Städte im Wendischen Kreis, die bis 1918 auf mecklenburgischen Landtagen der 1523 vereinten Landstände vertreten waren.
Mehrere Brände wüteten in der Stadt. 1558 brannte Penzlin vollständig ab.
In der Mauerstraße wurden im Frühjahr 2015 elf Gräber ohne Zusammenhang zu einem regulären Friedhof entdeckt. Sie stammten wohl aus dem späten Mittelalter oder der frühen Neuzeit. Acht Skelette wurden von Bettina Jungklaus anthropologisch untersucht. Sechs verstarben im Alter zwischen Mitte 20 und Ende 50, und zwei waren ältere Kinder. Vier der Bestatteten waren männlich und zwei weiblich, die übrigen zwei konnten nicht bestimmt werden. Die Körperhöhen entsprachen dem zeittypischen Durchschnitt. Die Krankheitsbelastung war unauffällig, es gab lediglich Hinweise auf eine recht hohe körperliche Belastung. Die Gründe für die irreguläre Bestattung der Verstorbenen an der Stadtmauer konnten nicht geklärt werden.

### 17. und 18. Jahrhundert
1725 verschonte ein Stadtbrand nur zwei Häuser von 150. Auch der hohe, schlanke Kirchturm fiel den Flammen zum Opfer.
Seit 1752 wohnte der 1751 bei Waren geborene spätere Dichter Johann Heinrich Voß in Penzlin und besuchte die Klippschule und 1759 die Stadtschule des Ortes. Er blieb dem Ort verbunden: „In Penzlin war es, wo ich zuerst Vater und Mutter lallte und die ersten Eindrücke der Kindheit empfing; ein artiges Städtchen auf einer Anhöhe mit alter Mauer, bebuschten Wall und einer verfallenden Burg; ein weites, sanfthügeliges Stadtgebiet von betriebsamsten Grund; Waldungen von Eichen und Buchen, fischreiche Seen durch Wiesenbäche zusammenfließend; umher eine Menge adliger Güter, die dort absetzten und einkauften; eine durch Fleiß und Verkehr wohlhabende und mutige Bürgerschaft von einfachen Sitten.“
Hexenprozesse und deren Opfer
Auch in Penzlin gab es wie in vielen anderen Orten Mecklenburgs Hexenprozesse. Noch vor dem Dreißigjährigen Krieg wurde 1560 in der Burg der Hexenkeller eingerichtet. Der Hexenprozess gegen Benigna Schultzen erstreckte sich über zwölf Jahre von 1699 bis 1711 und war einer der längsten in der Geschichte der Hexenverfolgungen.
Im ausgehenden 17. Jahrhundert kam Baron Georg Julius von Maltzan in Geldnot. So hatte er großes Interesse, als Gerichtsherr an die Vermögen von Penzliner Bürgern und Bauern zu gelangen. Die Hexenprozesse waren hierzu bestens geeignet. Beispielhaft sind die Urteile gegen Benigna Schultzen, Anna Gröning (Ehefrau von Mathias Sponholtz), Dorothea Kopen, Dorothea Werths und noch offensichtlicher der Prozess gegen Elisabeth Dabers, Christian Wedens „Eheweib“. Der Herzog von Mecklenburg verbot im Jahr 1688, Hexen zu verbrennen. Die Bauernfamilie Weden verlor ihr Hab und Gut trotz Verbots. Frau Weden wurde von dem Herrn von Holstein zu Lukow denunziert, auf den Scheiterhaufen „mit dem fewer vom leben zum tode“ gebracht, und der Gerichtsherr der Stadt, Baron von Maltzan, war um 30 Taler reicher. Eine umfangreiche Liste der Opfer der Hexenverfolgung in Mecklenburg ist im Museum ausgestellt.

### Neuere Geschichte
1833 wurde der mühsam erworbene Wohlstand der Stadt bei einem Brand vernichtet. 116 Scheunen brannten nieder. Von 1879 bis 1889 war der Jurist und spätere Burgenforscher Otto Piper Bürgermeister von Penzlin. 1885 erfolgte der Anschluss Penzlins an das Eisenbahnnetz der Mecklenburgischen Südbahn auf der Strecke Neubrandenburg-Parchim. Im Zuge von Reparationsleistungen wurde die Strecke 1945/46 abgebaut.
Durch die Novemberrevolution 1918 verloren die Maltzans die letzten Rechte gegenüber den Bürgern der Stadt, die Gerichtsbarkeit sowie das Patronatsrecht über Kirche und Schule. Penzlin war eine kleine Landstadt. Neben Handel, Handwerk oder Gewerbe betrieben die Bürger meist noch eine kleine Landwirtschaft. Letzte Grundbesitzer waren Johannes von Maltzan, Freiherr zu Wartenberg und Penzlin (1845–1927), respektive sein Sohn Friedrich Franz (1886–1952), der 1929 das alte Hauptgut (Fideikommiss) dieser großen mecklenburgischen Adelsfamilie nicht mehr halten konnte. Das Lehngut Burg Penzlin hatte zuletzt einen Umfang von 514 ha sowie 45 ha Fischerei, die an Carl Wöllert verpachtet wurde. Vormals wurde nach dem letztmals für Mecklenburg publizierten amtlichen Landwirtschaftlichen Adressbuch hauptsächlich eine große Schafszucht betrieben. Nach der gleichen Schriftquelle aus 1928 betrieb die Stadt einen Stadthof in Verpachtung, und es gab siebzehn weitere Bauernhöfe, etwa der Familien Boldt, Budzier, Burmeister, Gauk, Henning, Kohlmetz, Landt, Lau, Lehmkuhl, Neels, Stuerbeck und Wendt.
Am frühen Morgen des 30. April 1945 rückte die Rote Armee kampflos in die Stadt ein. „Plünderungen, Vergewaltigungen, Erschießungen und Freitode hörten nicht auf. In Penzlin haben sich etwa 230 Personen das Leben genommen. Es war ein Inferno. Am 1. Mai wurde die Stadt von den Russen angesteckt. Penzliner, welche löschen wollten, wurden behindert und bedroht“.
Im Dezember 1945 verhaftete die sowjetische Geheimpolizei NKWD neun Jugendliche wegen angeblicher Zugehörigkeit zum „Werwolf“. Ein sowjetisches Militärtribunal verurteilte zwei zu Todesstrafen, sieben zu Haft zwischen 10 und 25 Jahren. Bei der Beerdigung eines der Opfer 1950 geriet die Trauerfeier mit 300 Teilnehmern aus Penzlin zu einer Demonstration gegen die gerade gegründete DDR. Seither durften in der DDR in Haft Gestorbene nicht mehr öffentlich beerdigt werden.
Die durch die sowjetischen Brandstiftungen 1945 teilweise zerstörte Innenstadt wurde zur DDR-Zeit mit Wohnhäusern verschiedener Typen bebaut.
Von 1952 bis 1994 gehörte Penzlin zum Kreis Waren (bis 1990 im DDR-Bezirk Neubrandenburg, danach im Land Mecklenburg-Vorpommern). 1994 wurde die Stadt in den Landkreis Müritz eingegliedert. Seit der Kreisgebietsreform 2011 liegt die Stadt im Landkreis Mecklenburgische Seenplatte. Burg Penzlin bildete eine eigenständige Gemeinde, ehe sie am 1. Januar 1969 nach Penzlin eingemeindet wurde.
1989 nahmen viele Bürger an den Montagsdemonstrationen in Penzlin teil und kämpften somit im „Kleinen“ für die Wende zu einer demokratischen Neuordnung in Deutschland.
1990 wurde Penzlin Modellstadt der Städtebauförderung in den neuen Ländern. In der Folgezeit wurden der Burgbereich und der historische Stadtkern saniert.
Im Juni 2019 bildete die CDU-Fraktion zur konstituierenden Stadtvertretersitzung eine Zählgemeinschaft mit dem einzigen AfD-Vertreter. Dadurch konnte die CDU mehr Sitze in Ausschüssen für sich beanspruchen. Der AfD-Vertreter hat nun Sitze im Rechnungsprüfungs- und im Schul- und Kulturausschuss. Ohne die Zusammenarbeit mit der CDU hätte die AfD keinen Sitz in einem Ausschuss bekommen. Es war die erste derartige Zusammenarbeit der CDU in Deutschland mit der AfD.

### Geschichte der Ortsteile
Ave: Um 1790 waren die Gutsbesitzer die 1765 nobilitierte Familie von Müller, welche auch genealogisch ein Haus Ave entwickelte, die Besitzung aber nur zwei Generationen bis 1843 halten konnte. Hermann Johann Friedrich von Müller  (1814–1892) aus Ave wurde später Generalmajor. Das Rittergut Ave mit 403 ha gehörte vor der großen Wirtschaftskrise 1929/30 dem Rittmeister d. R. Curt Beyling. 1932 eröffnete die Landstelle Rostock ein Sicherungsverfahren auch für das Gut in Ave ein.
Alt Rehse:
Das Dorf wurde 1182 als reze erstmals erwähnt. Das Gut Rehse gehörte im Mittelalter dem Prämonstratenserkloster Broda, danach vielen verschiedene Eigentümern u. a. auch der Familie von Maltzan. Dann besaß es nach Angaben aus dem Genealogischen Handbuch des Adels seit 1896 bis zum Konkurs nach 1931 der freiherrliche Zweig der Familie von Hauff.
Carlstein: 1823 gehörte Carlstein zur Präpositur Penzlin. Die Meierei Carlstein bestand bereits Mitte des 19. Jahrhunderts.
Groß Flotow:
Die Ortschaft fand 1418 erstmals Erwähnung. Die frühgotische erste Kirche stammt schon aus dem 13. Jahrhundert. Das Gut besaß die Familie von Voß und dann denen von Oertzen-Rothen.
Groß Luckow:
Das Rittergut Groß Luckow mit 488 ha war zuletzt in bürgerlicher Hand und in Besitz von Gottfried Schnetger. Der Landwirt betrieb u. a. eine intensive Schafsviehwirtschaft.
Groß Vielen:
Gut und Ort wurden 1170 als Groten Vylim erstmals genannt. Das große Torhaus wurde 1740 erbaut, das Gutshaus 1905. Die Familien von Peccatel, Holstein, Oertzen und Wenck gehörten u. a. zu den Besitzern des Gutes.
Lübkow: Mit dem Nachbargut Siehdichum im Verbund betrieben, die Eigengröße betrug 523 ha. Lübkow war Teil eines Majorats und Lehn zugleich.
Mallin:
Die Gemarkung wurde erstmals 1348 urkundlich erwähnt. Das Herrenhaus Mallin entstand 1871. Die Familie von Maltzan war seit dem 15. Jahrhundert bis 1857 im Besitz des Gutes.
Neuhof: Die Gemeinde war nach Penzlin eingepfarrt und bestand im 19. Jahrhundert aus 6 Höfen und 46 Einwohnern.
Siehdichum:
Erich Schmidt agierte als Pächter des 463 ha Besitzes Siehdichum, das der Begüterung der Burg Penzlin und damit der Familie von Maltzahn zuzuordnen war. Im Ort gab es eine Schmiede.
Werder: Das Lehngut Werder war Teil eines Familienfideikommiss der Herren von Maltzahn, Freiherren von Wartenberg und Penzlin. Die Größe umfasste 525 ha mit dem landwirtschaftlichen Schwerpunkt der Rindviehzucht. Das Gut und die Fischerei waren verpachtet.
Wustrow: Teil einer Besitzung der Burg Stargard. Das alte Lehn war 420 ha groß, Pächter in den 1920er Jahren Paul Burmeister.
Zahren: Altes Allodgut der Familie von Arenstorff. Letzte Eigentümer waren der Landrat und Rechtsritter des Johanniterordens Altwig von Arenstorff-Zahren (1862–1922), dann dessen Vetter, der Rittmeister d. R. Hans Henning von Arenstorff-Oyle, sowie wiederum dessen jüngste Tochter Barbara. Der Friederikenhof war zu Zahren zugehörig.

### Flurnamen
- Eiserne Pforte (Isern Purt)
- Teufelsbrück oder Teufelsbruch
- Penzliner Zipfel
- Wedensee (südliche Grenze)
- Wehdenfurt
- Smor
- Galgenberg

### Eingemeindungen
Seit dem 1. Juli 2008 gehört Alt Rehse mit Wustrow zur Stadt Penzlin. Am 7. Juni 2009 wurden die Gemeinden Groß Flotow, Groß Vielen, Marihn und Mollenstorf mit insgesamt etwa 1000 Einwohnern in die Stadt Penzlin eingegliedert. Am 1. Januar 2011 wurde die Gemeinde Klein Lukow mit ihren Ortsteilen Carlstein, Groß Lukow und Klein Lukow in die Stadt eingemeindet. Am 1. Januar 2012 folgte Mallin mit dem Ortsteil Passentin.

## Bevölkerung
| Jahr | Einwohner |
| ---- | --------- |
| 1990 | 2934      |
| 1995 | 2717      |
| 2000 | 2601      |
| 2005 | 2574      |
| 2010 | 3795      |
| 2015 | 4248      |

| Jahr | Einwohner |
| ---- | --------- |
| 2020 | 4175      |
| 2021 | 4134      |
| 2022 | 4094      |
| 2023 | 4053      |

Stand: 31. Dezember des jeweiligen Jahres
Der starke Anstieg der Einwohnerzahl 2010 ist auf die Eingemeindung von fünf Orten in den Jahren 2008/09 zurückzuführen. Das Bevölkerungswachstum 2015 war Folge der Eingliederung von zwei weiteren Orten in den Jahren 2011/12.

## Politik

### Stadtvertretung
Die Stadtvertretung von Penzlin besteht aus 15 Mitgliedern. Die Kommunalwahl am 9. Juni 2024 führte bei einer Wahlbeteiligung von 66,2 % zu folgendem Ergebnis:
| Partei / Wählergruppe                    | Stimmenanteil 2019 | Sitze 2019 |  | Stimmenanteil 2024 | Sitze 2024 |
| ---------------------------------------- | ------------------ | ---------- |  | ------------------ | ---------- |
| AfD                                      | 08,6 %             | 1          |  | 22,1 %             | 3          |
| CDU                                      | 22,5 %             | 3          |  | 20,2 %             | 3          |
| Wählergemeinschaft Penzliner Land (WPL)  | 22,0 %             | 3          |  | 16,5 %             | 3          |
| Lebenswertes Penzlin                     | 13,7 %             | 2          |  | 16,3 %             | 3          |
| SPD                                      | 15,0 %             | 2          |  | 12,1 %             | 2          |
| Die Linke                                | 09,2 %             | 2          |  | 06,1 %             | 1          |
| Einzelbewerber Sven Rose                 | –                  | –          |  | 02,7 %             | –          |
| Bündnis 90/Die Grünen                    | 02,8 %             | 1          |  | 02,5 %             | –          |
| Einzelbewerber Norbert Nehls             | –                  | –          |  | 00,9 %             | –          |
| dieBasis                                 | –                  | –          |  | 00,5 %             | –          |
| FDP                                      | 02,6 %             | 1          |  | –                  | –          |
| Einzelbewerber Hubertus Hoch             | 01,6 %             | –          |  | –                  | –          |
| Einzelbewerber Heiko Mattheis            | 01,0 %             | –          |  | –                  | –          |
| Wählergemeinschaft Penzliner Runde (WPR) | 00,8 %             | –          |  | –                  | –          |
| Einzelbewerber Max Zimmermann            | 00,3 %             | –          |  | –                  | –          |
| Insgesamt                                | 100 %              | 15         |  | 100 %              | 15         |

### Bürgermeister
- seit 1999: Sven Flechner (Wählergemeinschaft Penzliner Land)[27]

Bei der Bürgermeisterwahl am 27. September 2020 wurde Flechner mit 61,1 Prozent der gültigen Stimmen in seinem Amt bestätigt. Seine Amtszeit beträgt sieben Jahre.

### Wappen
| Wappen der Stadt Penzlin | Blasonierung: „Gespalten; vorn in Gold ein halber hersehender schwarzer Stierkopf am Spalt mit geschlossenem Maul, ausgeschlagener roter Zunge und silbernen Hörnern, auf dem Kopf eine halbe wachsende goldene Lilie; hinten neunmal geteilt von Rot über Silber.“ |
| Wappen der Stadt Penzlin | Wappenbegründung: Das Wappen ist nach dem Wappenbild des SIGILLVM CIVITATIS PENCELIN – als Abdruck erstmals 1328 überliefert – gestaltet und in der jetzigen Form im April 1858 festgelegt worden. Es ahmt von der Gestaltung her wohl das Wappen der gräflich anhaltinischen Linie der Askanier nach, dem die Gemahlin Nikolaus I., Herr zu Werle, entstammte. Anstelle des halben Adlers wurde jedoch der halbe werlesche Stierkopf gesetzt, die hintere neunfache Teilung beibehalten, aber in den brandenburgischen Farben tingiert. Damit könnte der Wechsel der Herrschaftsverhältnisse in Land und Stadt Penzlin verdeutlicht worden sein. Während der halbe Stierkopf ganz eindeutig auf den Herrn zu Werle als damaligen Lehns- und Stadtherrn hinweist, dürfte die hintere neunfache Teilung an die vorherige Lehnsbindung an die markgräflich brandenburgische Linie der Askanier erinnern. Das Wappen wurde 2003 im Zuge der Flaggengenehmigung von dem Schweriner Heraldiker Heinz Kippnick neu gezeichnet, am 10. April 1858 vom Großherzog Friedrich Franz II. von Mecklenburg-Schwerin festgelegt und unter der Nr. 91 der Wappenrolle des Landes Mecklenburg-Vorpommern registriert. |

Historisches Wappen
| Wappen der Stadt Penzlin 1941–1945 | Blasonierung: „Gespalten; vorn in Gold ein halber hersehender schwarzer Stierkopf am Spalt mit aufgerissenem Maul, silbernen Zähnen, ausgeschlagener roter Zunge, in Spitzen abgerissenem Halsfell und schwarzen Hörnern, auf dem Kopf eine halbe wachsende rote Lilie; hinten achtfach geteilt von Rot über Silber.“ |
| Wappen der Stadt Penzlin 1941–1945 | Wappenbegründung: Das Wappen unterschied sich nicht wesentlich von dem heute verwendeten; es verlor schon bald nach dem Ende des II. Weltkrieges seine Gültigkeit. Das Wappen wurde vom Heraldiker Hans Herbert Schweitzer gestaltet und am 30. Januar 1941 durch den Reichsstatthalter in Mecklenburg verliehen.     |

### Flagge

Flagge der Stadt Penzlin

Die Flagge wurde vom Schweriner Heraldiker Heinz Kippnick gestaltet und am 24. April 2003 durch das Ministerium des Innern genehmigt.
Die Flagge ist quer zur Längsachse des Flaggentuchs Rot – Gelb (1:1) gestreift. In der Mitte des Flaggentuchs liegt, auf jeweils ein Drittel der Länge des roten und des gelben Streifens übergreifend, das Stadtwappen. Die Höhe des Flaggentuchs verhält sich zur Länge wie 3:5.

### Dienstsiegel
Das Dienstsiegel zeigt das Wappen der Stadt mit der Umschrift STADT PENZLIN • LANDKREIS MECKLENBURGISCHE SEENPLATTE.

### Verwaltung
Die Stadtverwaltung von Penzlin hat einen hauptamtlichen Bürgermeister an der Spitze der Verwaltung. Sie übernimmt gleichzeitig als geschäftsführende Gemeinde des Amtes Penzliner Land die Verwaltung der zugehörigen Gemeinden. Der Bürgermeister der Stadt Penzlin ist in Realunion der Leitende Verwaltungsbeamte der Amtsverwaltung des Amtes Penzliner Land. Auch vor dem Zusammenschluss des Amtes Möllenhagen mit dem Amt Penzlin war die Stadt geschäftsführende Gemeinde des damaligen Amtes Penzlin.

### Städtepartnerschaften
- Otterndorf, Niedersachsen
- Freundschaftliche Beziehungen zur Stadt Łęczyca in Polen
- Kontakte mit deutschen Städten, in denen Johann Heinrich Voß wirkte

## Sehenswürdigkeiten und Kultur

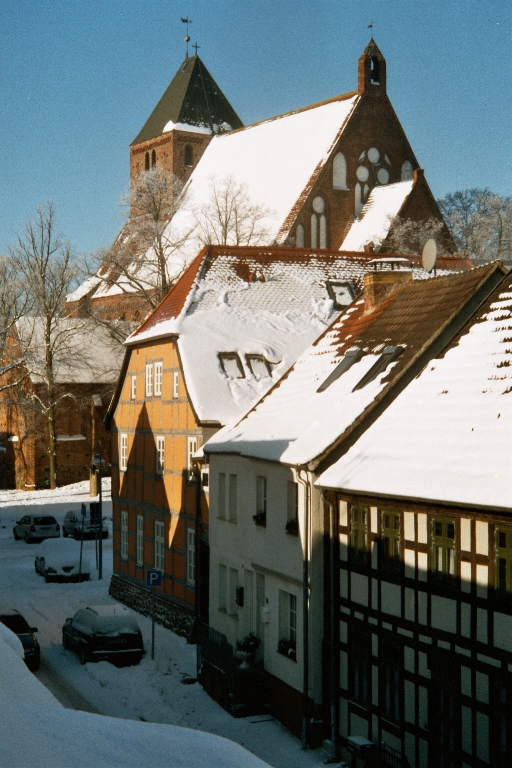
St.-Marien-Kirche

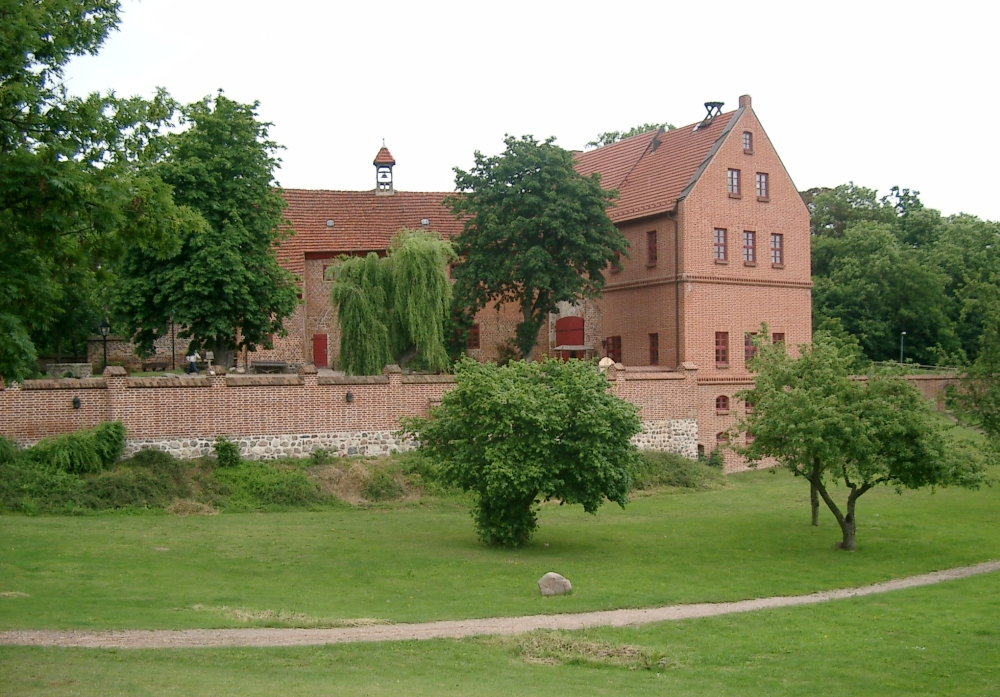
Burg Penzlin

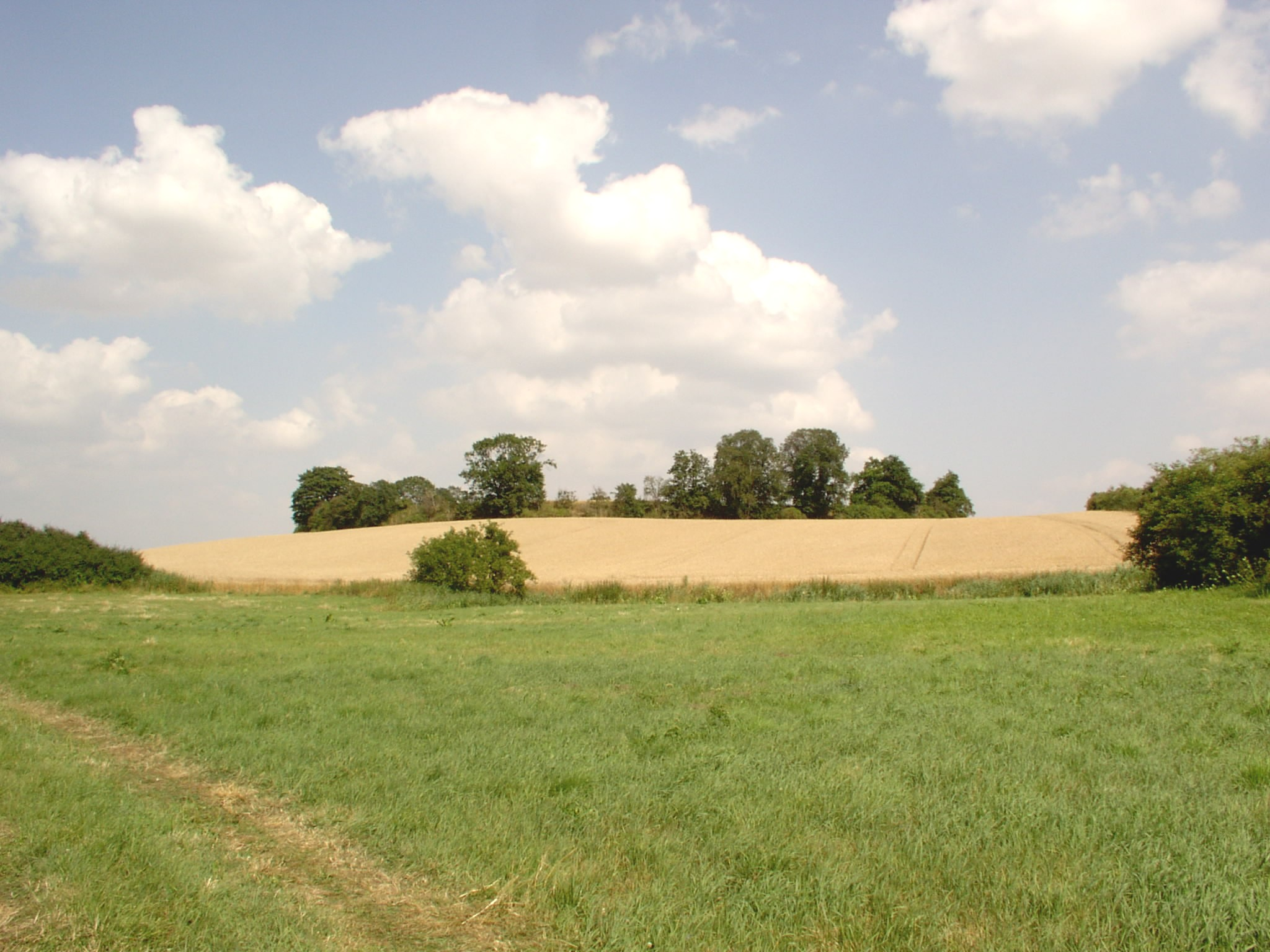
Slawischer Burgwall Grapenwerder

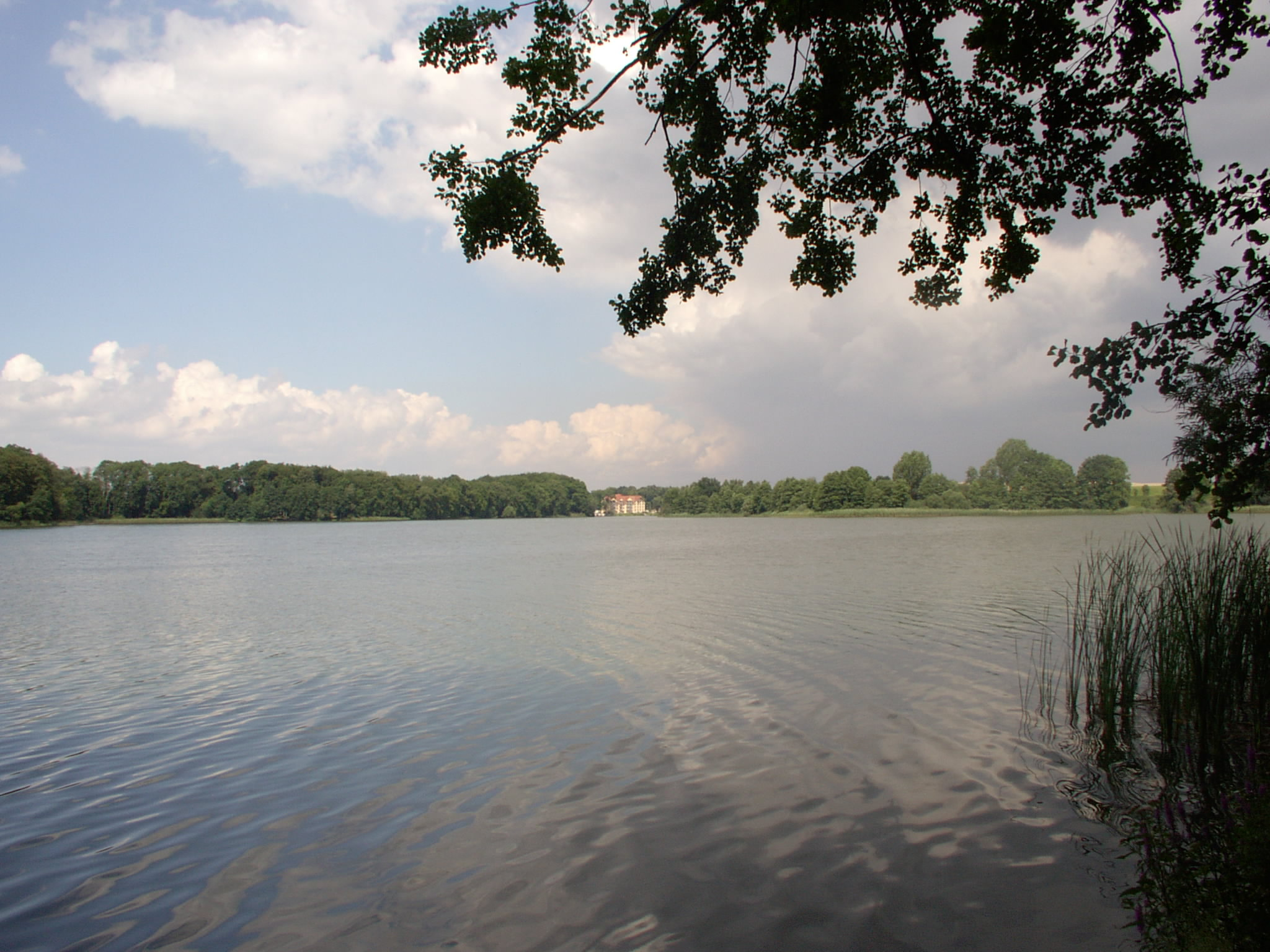
Penzliner Stadtsee

### Kirche St. Marien
Die Pfarrkirche St. Marien ist eine dreischiffige Hallenkirche aus Backsteinen mit vier Jochen und einem quadratischen Westturm mit Seitenhallen und einer Portalvorhalle. Sie stammt aus dem 14. Jahrhundert, die Südkapelle (frühgotisch) wohl aus dem 13. Jahrhundert. Der Turm wurde 1725 bis zur Firsthöhe des Langhauses abgetragen. Der Theologe Erhard Johann August Wüstney (1791–1854) war in der Gemeinde von 1817 bis 1837 als Pastor tätig. 1877 bis 1878 wurde die Kirche durch Georg Daniel umfassend restauriert. Zusätzlich wurde an der Ostseite ein Chorjoch angefügt. Im Westen wurde anstelle des erhaltenen Turmunterbaues mit einem Glockengeschoss ein über das Dach ragender Turm neu errichtet. Beträchtlich waren die Umbauten im Innern bis hin zur Ausstattung. In den Schiffen wurden die hölzernen barocken Voutendecken massiv eingewölbt, und in die Seitenschiffe kamen massive Emporeneinbauten. Die Patronatsfamilie von Maltzahn war auch der Auftraggeber des Umbaus.

### Alte Burg
Der Bau der Alten Burg erfolgte im 13. Jahrhundert, der Hexenkeller folgte 1560. Sie war Nebenresidenz der Fürsten von Werle und ab 1501 Stammsitz der Familie von Maltzan. Die Burg war seit dem 18. Jahrhundert zum Teil unbewohnbar und ist seit 1941 im Besitz der Stadt. Die Sanierung der erhaltenen Reste der Burg erfolgte ab 1991. Heute befinden sich hier das Kulturgeschichtliche Museum für Alltagsmagie und Hexenverfolgung in Mecklenburg und ein Burgrestaurant. Jährlich am vorletzten Wochenende im August findet ein mittelalterliches Burgfest statt; außerdem wird auch die Walpurgisnacht auf der Burg gefeiert.

### Slawische Burgwälle
Der slawische Burgwall am Penzliner Stadtsee ist eine kleinere Anlage, die durch Wälle geschützt war. Sie stammt aus dem 10. bis 12. Jahrhundert, wurde aber auch noch in der frühdeutschen Zeit weiter genutzt. Die Anlage wurde auf einer Halbinsel im See errichtet und zusätzlich durch einen breiten Graben zum Festland hin geschützt. Der Graben ist in vegetationsarmen Jahreszeiten gut zu sehen. Die Wehranlage ist ungefähr 40 Meter breit und 70 Meter lang und hat einen ovalen Grundriss. Sie hat zwei größere Tore, eines in Seerichtung und eines in Richtung Penzlin. Ein weiterer Burgwall, der Grapenwerder, befindet sich im Norden der Stadt. Der Wall ist kreisförmig, hat einen Durchmesser von etwa 160 Metern und erhebt sich 60 m ü. NHN.
Slawische Landwehrwälle: Im Süden der Stadtgemarkung zwischen Klein-Vielener See und Prillwitz befindet sich die Eiserne Pforte, niederdeutsch Isern Purt, eine altslawische Landwehr (Landhemme) mit zwei bis vier Wällen und Wassergräben. Die Wehranlage war eine Grenzbefestigung, die unter Ausnutzung der natürlichen Hindernisse wie dem Wedensee, dem kleinen Stadtsee, dem Rosenholz nach Prillwitz folgend ein wehrhaft ausgerüstetes Hindernis darstellte. Eine alte Karte zeigt den mittelalterlichen Wasserstand und Bachlauf, es gibt zwischen Wedensee und dem Kleinen Stadtsee einen Flurnamen, die Teufelsbrück (eine historische Passage durch die Wehranlage). Teils sumpfige Parallelgräben und teils wasserführende Bäche fließen in ihnen, am Klein Vielener See beginnend bis nach Prillwitz in Zippelow endend, sie bilden die alte Landhemme. Im Penzliner Zipfel, an der ehemaligen Wehdenfurt am Wedensee im Verlauf der Straße von Penzlin nach Peckatel (B 193) wurden 1855 zwei Bachgräben zu einem Bachgraben zusammengeführt, hier sind die Wallanlagen noch als Bodendenkmal mit ca. 2 bis 3 Meter hohen Erdwällen erhalten, ebenso im Rosenholz. Der Wasserstand im Wedensee konnte von altersher reguliert werden, in einem Abflussgraben zum Klein Vielener See ist ein in großen Feldsteinen gehauenes Sperrwehr für eine Bohlenwand noch sichtbar.

### Johann-Heinrich-Voß-Haus
Im März 2019 eröffnete im früheren Rektorhaus in Penzlin, in dem Voß einst die Schulbank drückte, als „Johann-Heinrich-Voß-Haus“ ein Literaturhaus mit Stadtbibliothek, Touristeninformation und einer ständigen Ausstellung mit dem Titel „Johann Heinrich Voß. Ein Grieche aus Mecklenburg.“ Das Gebäude beherbergt auch das Penzliner Stadtarchiv.

### Weitere Gebäude
- Fachwerkhaus Hirtenstraße
- Ehemaliges Krankenhaus von 1867 als zweigeschossiger, rotsteiniger Fachwerkbau
- Die Neue Burg, das zweigeschossige Herrenhaus der Maltzans von 1810, liegt etwas oberhalb der Alten Burg und ist seit 2008 ein Bürgerzentrum.

### Denkmäler
- Denkmal für Johann Heinrich Voß an der Kirche, geschaffen von Walther Preik (1982).

### Jüdischer Friedhof
Auf dem jüdischen Friedhof am südwestlichen Stadtrand „Am Ziegelkamp“ sind etwa 55 Grabsteine erhalten.

### Musik und Vereine
- Chöre: Es gibt drei Chöre, die als eingetragene Vereine existieren und einige weitere ohne diesen Rahmen. Der Penzliner Männerchor ist der älteste Chor Penzlins mit dem Gründungsjahr 1907 und bekam 2008 beim „Punschendörper Sängertreffen“ durch das mecklenburg-vorpommersche Kultusministerium die Zelter-Plakette verliehen. Der Frauenchor Penzlin ist 1977 gegründet worden, der gemischte Kirchenchor 1987. Weiterhin gibt es den Chor der Regionalen Schule, des AWO-Kindergartens und den Kinderchor der evangelischen Kirchgemeinde.
- Bands: Neben der Blaskapelle Penzlin, gegründet 1971, existieren noch ein gutes Dutzend weiterer Musikgruppen/Bands.
- Förderverein Alte Burg Penzlin e. V. seit 1991 mit Sitz in Penzlin[35], jährlicher Höhepunkt zum Burgfest (3. Wochenende im August) die Tafel des Punschdörper Burgadels mit Präsentation der eigenen Theaterstücke vor der Kulisse der Alten Burg zu Penzlin
- Traditionsverein: Wächter der Isern Purt heißt der Ritterverein der zur Mitgestaltung des jährlichen mittelalterlichen Burgfestes in Penzlin die Ritterspiele und das Leben der Ritter im Raum Penzlin präsentiert[36].

## Wirtschaft und Infrastruktur

### Verkehr

#### Straße

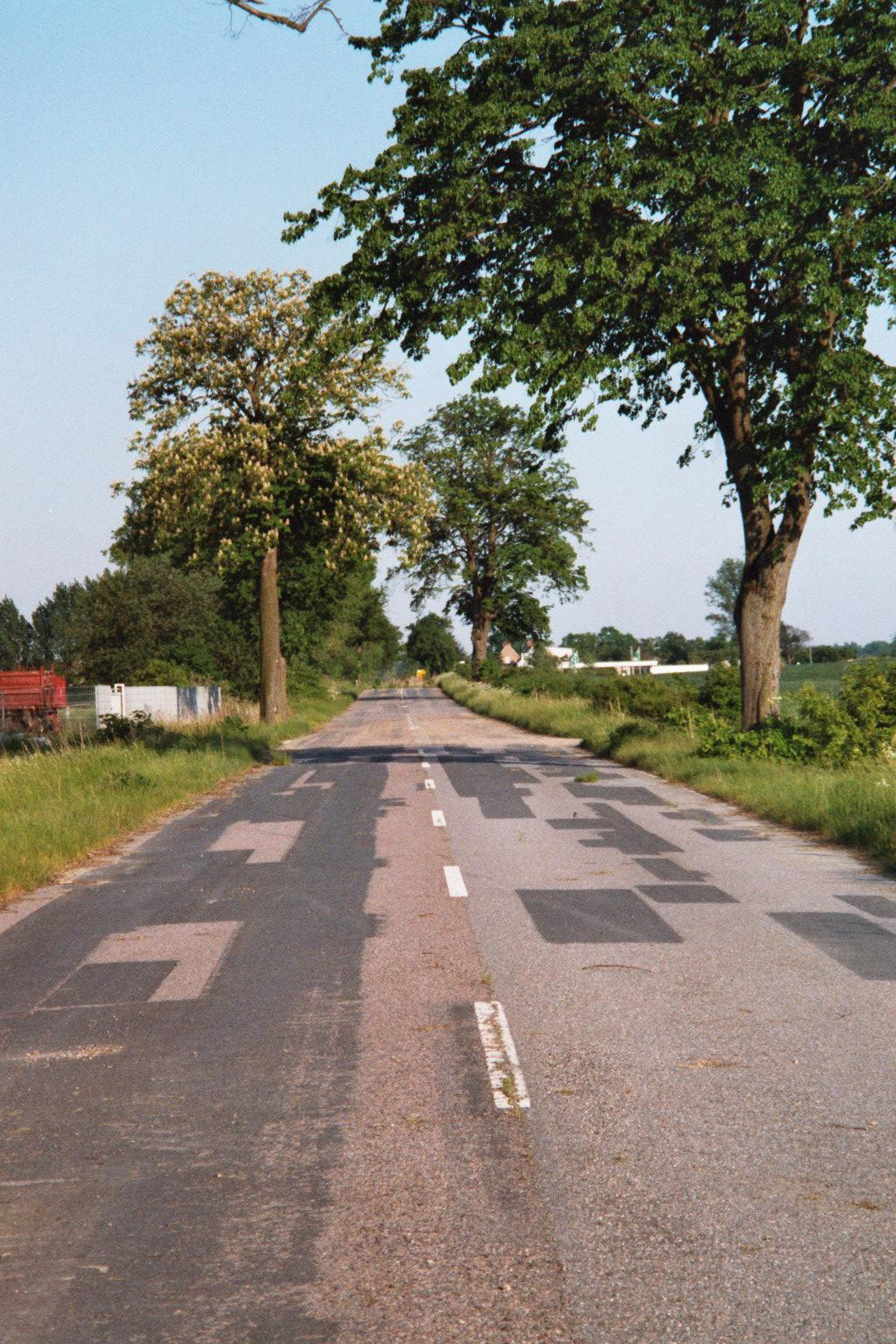
Rest der alten B 192 kurz vor dem westlichen Ortseingang

Penzlin liegt an der Bundesstraße B 192 zwischen Waren und Neubrandenburg und an der B 193 von Penzlin nach Neustrelitz. Die nächstgelegene Autobahnanschlussstelle ist Neubrandenburg-Ost an der A 20 (Rostock–Dreieck Uckermark) in 27 km Entfernung.

#### Schiene

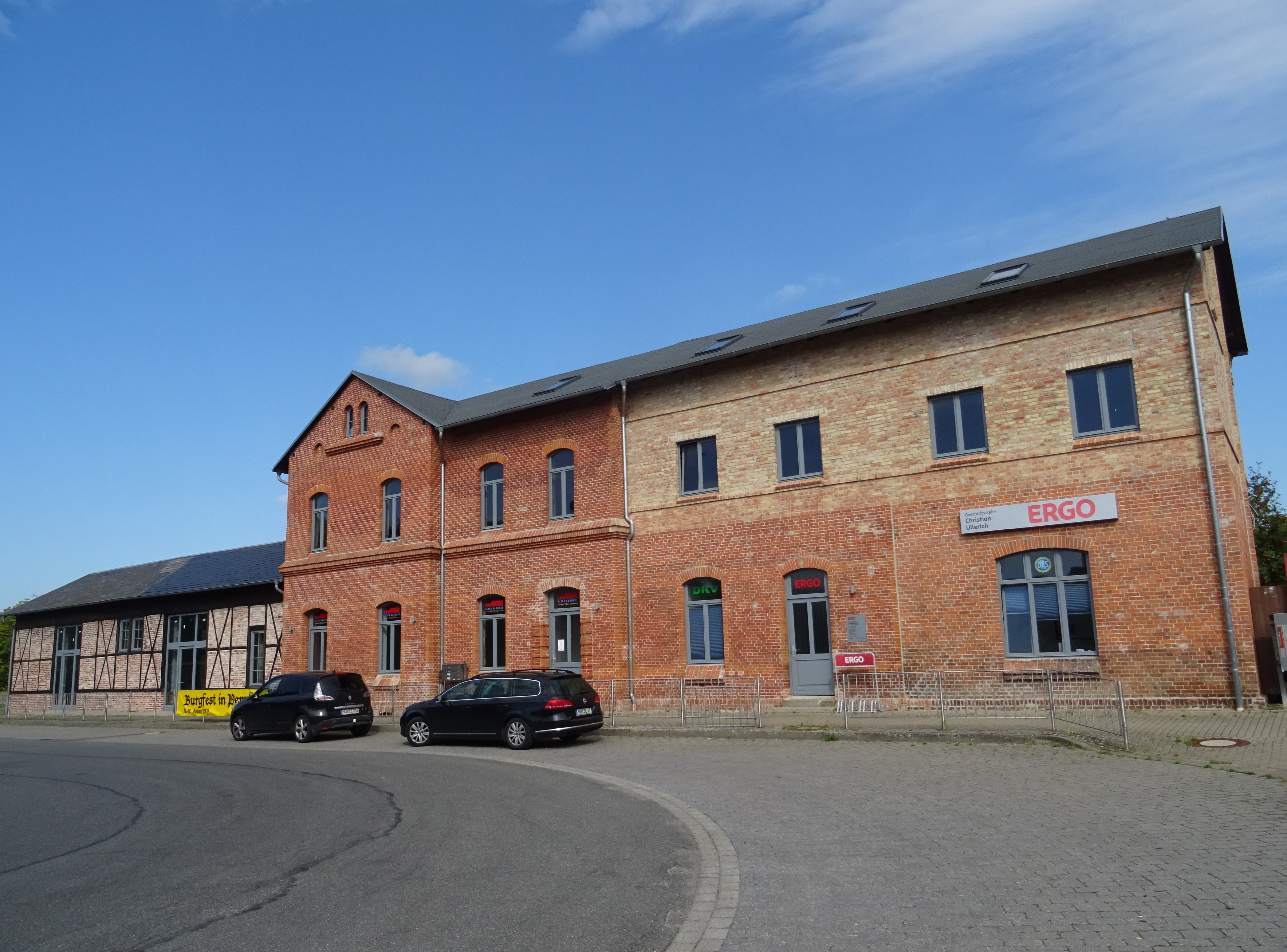
Ehem. Bahnhofsgebäude Penzlin

Penzlin lag an der Bahnstrecke Parchim–Neubrandenburg. Diese ist stillgelegt. Inzwischen hat Penzlin keinen Eisenbahnanschluss mehr. Die nächstgelegenen Bahnhöfe sind Neubrandenburg und Neustrelitz Hbf.
Bis zum Zweiten Weltkrieg verbanden die Gleise der Bahnstrecke Parchim–Neubrandenburg (Mecklenburgische Südbahn) Penzlin mit Neubrandenburg und Waren (Müritz). Nach 1945 wurden Teile der Bahnlinie als Reparationszahlung an die Sowjetunion demontiert. Zwischen Möllenhagen und Neubrandenburg wurde die Strecke nicht wieder aufgebaut. Der Bahndamm ist noch immer fast überall zu erkennen. Der Abschnitt von Möllenhagen nach Waren (Müritz) wird regelmäßig vom Betonwerk in Rethwisch benutzt.

#### Öffentlicher Personennahverkehr
Der öffentliche Personennahverkehr wird durch die Mecklenburg-Vorpommersche Verkehrsgesellschaft betrieben. Es bestehen regelmäßige Busverbindungen nach Waren (Müritz) und Neubrandenburg mit dem datBus sowie nach Neustrelitz. Innerhalb Penzlins gibt es drei Haltestellen: eine westliche in der Warener Chaussee direkt vor der Amtsverwaltung, den Busbahnhof am Bahnhofsplatz und eine östliche in der Neubrandenburger Chaussee (gegenüber dem Friedhof).
Noch bis kurz nach der Wende gab es in Penzlin ein Busdepot.

### Energie- und Wasserversorgung
Ein Teil der Stadt ist an ein Fernwärmenetz angeschlossen. Betreiberfirma ist die KMR-Service GmbH, die sich zu 100 % im Besitz der Stadt Penzlin befindet. Nach der Wende wurde eine neue Kläranlage für Penzlin und einige umgebende Dörfer gebaut und die Stadt an das Gasnetz angeschlossen. 2010 entstand westlich der Stadt ein Windpark mit fünf Windkraftanlagen.

### Bildung
- Regionale Schule mit Grundschule „Johann Heinrich Voß“, Hirtenstraße 12/14

Vor 1990 gab es eine Polytechnische Oberschule, eine Sonderschule und eine Erweiterte Oberschule.
- Mehrere Kindertagesstätten, die von der evangelischen Gemeinde und der  Arbeiterwohlfahrt betrieben werden.

## Persönlichkeiten

### Söhne und Töchter der Stadt und ihrer heutigen Ortsteile
Penzlin
- Conrad Daniel Graf von Blücher-Altona (1764–1845), Oberpräsident von Altona
- Friedrich Müller (1784–1830), Verwaltungsjurist, Bürgermeister von Neubrandenburg
- Carl Müller (1794–1857), Jurist und Richter
- Marie Hager (1872–1947), Landschafts- und Architekturmalerin
- Ludwig Karnatz (1879–1939), Schriftsteller[38]
- Louis Mücke (1879–1967), Politiker (SPD)
- Reinhard Piper (1879–1953), Verleger
- Bernhard Goesch (1880–1934), Theologe, Pastor
- Anna Stiegler (1881–1963), Politikerin (SPD)
- Rudolf Haaker (1887–?), Politiker (DNVP, CDU)
- Gottfried Holtz (1899–1989), Theologe
- Gerd Gombert (1935–1993), Maler
- Boje Schmuhl (* 1950), Politiker (CDU) und Ethnograph
- Kerstin Metzner (* 1961), Politikerin (SPD)

Groß Lukow
- Ernst Hans Eberhard (1866–1945), Studentenhistoriker

Neuhof
- Peter von der Heydt Freiherr von Massenbach (1938–2008), Politiker (CDU)

Werder
- Ferdinand von Maltzan (1778–1849), Rittergutsbesitzer

(siehe auch bei weiteren Ortsteilen)

### Mit Penzlin und seinen heutigen Ortsteilen verbundene Persönlichkeiten
Penzlin
- Maltzahn oder Moltzahn, adeliges Geschlecht mit einer Stammeslinie Penzlin
- Elisabeth Weden, geb. Daber auch Elisabeth Dabers genannt († 1697), vorletzte Hexenverbrennung in Mecklenburg, 1697 Penzlin
- Dorothea Köppen, († 1699), Letzte Hexenverbrennung in Mecklenburg, 1699 Penzlin
- Benigna Schultzen (im 17. Jahrhundert–nach 1711), Angeklagte in einem Hexenprozess, lebte in Penzlin
- Conrad Lüder von Pentz (1728–1782), Genealoge, lebte ab 1765 in Penzlin
- Johann Heinrich Voß (1751–1826), Dichter, wuchs in Penzlin auf
- Erhard Wüstney (1791–1854), Pastor in Penzlin
- Joachim August Alms (1803–1847), Apotheker in Penzlin, Entdecker des Santonin[39][40]
- Eduard Napp (1804–1882), Rektor in Penzlin
- Eduard Danneil (1806–1878), Rektor in Penzlin[41]
- Luise Mühlbach (1814–1873), Schriftstellerin, verlebte Kindheitsjahre in Penzlin
- Otto Piper (1841–1921), Bürgermeister von Penzlin
- Rudolf Beyer (1852–1926), Bürgermeister von Penzlin[42]
- Hein Mück (1895–1967), Bremerhavener Stadtoriginal, lebte nach 1945 in Penzlin
- Annelie Thorndike (1925–2012), Dokumentarfilmerin, Schulleiterin und seit 2007 Ehrenbürger in Penzlin
- Siegfried Heuer (1927–2009), Schuldirektor und Ortschronist in Penzlin[43]

Ortsteile
- Wolfgang Köpp (* 1933), Tierarzt und Bürgermeister in Alt-Rehse
- Dorothee Rätsch (* 1940), Bildhauerin und Grafikerin, lebt in Passentin

(siehe auch bei weiteren Ortsteilen)